# Younghearted
Younghearted è un gruppo musicale finlandese formato nel 2015 da Reeta Huotarinen, Ante Ranta ed Emil Korkiakoski.

## Storia
Gli Younghearted hanno pubblicato il loro singolo di debutto Hyvä näin nella primavera del 2015 sulla piccola etichetta 325 Media, ma è stato con il singolo successivo, Hetkeksi, che sono saliti alla ribalta a livello nazionale, raggiungendo il 15º posto della Suomen virallinen lista. Ottenuto un contratto con la Universal Music Finland, nell'aprile del 2016 il gruppo ha pubblicato il disco Nuorisydän, che è entrato nella classifica degli album al 15º posto e ha fruttato loro un disco di platino per le oltre 20 000 unità vendute.
Nel dicembre successivo il gruppo ha annunciato di aver firmato un nuovo contratto discografico con la Warner Music Finland. Il loro primo album con la nuova etichetta, Vapaa, è uscito nel giugno del 2019 e ha raggiunto l'11ª posizione della classifica nazionale. Il disco ha fruttato al gruppo una candidatura agli Emma gaala alla band dell'anno.
Il gruppo è stato confermato fra i sette artisti partecipanti a Uuden Musiikin Kilpailu 2022, il programma di selezione del rappresentante finlandese per l'Eurovision Song Contest, con l'inedito Sun numero. Durante l'evento, i Younghearted si sono piazzati al 6º e penultimo posto.

## Formazione
- Reeta Huotarinen – voce
- Atte Ranta – chitarra, voce
- Emil Korkiakoski – chitarra

## Discografia

### Album in studio
- 2016 – Nuorisydän
- 2019 – Vapaa
- 2022 – Rakkaus on kaikki, mitä me tarvitaan

### EP
- Nuorisydän Remix

### Singoli
- 2015 – Hyvä näin
- 2015 – Hetkeksi
- 2015 – Jos sä oot mun
- 2016 – Tässä ja nyt
- 2016 – Nukkumaan
- 2017 – Vaikeeta
- 2018 – Beijos
- 2018 – Hullaannun
- 2019 – Enkeli
- 2022 – Sun numero
- 2022 – Silloin
- 2022 – Sulatan sun jään